# Luciano Chiarugi
Luciano Chiarugi (ur. 13 stycznia 1947 w Ponsacco) – włoski piłkarz, reprezentant kraju, grający na pozycji napastnika.

## Kariera klubowa
Urodzony w Ponsacco Chiarugi rozpoczął karierę w 1965 w Fiorentinie. Już w pierwszym sezonie w barwach Violi sięgnął po Puchar Włoch. Chiarugi był częścią składu, który zdobył tytuł mistrza Serie A w sezonie 1968/69. Łącznie przez 7 sezonów we Florencji, rozegrał 139 spotkań, w których zdobył 33 bramki.
Po siedmiu sezonach Chiarugi przeniósł się do A.C. Milan, przyczyniając się do triumfu Rossonerich w Pucharze Zdobywców Pucharów w sezonie 1972/73, dzięki golowi strzelonemu w finale w 4. minucie przeciwko Leeds United. Rozgrywki zakończył jako najlepszy strzelec z 7 bramkami. Na krajowym podwórku Milan sięgnął po Puchar Włoch. Rok później Milan z Chiarugim w składzie dotarł ponownie do finału Pucharze Zdobywców Pucharów, jednak tym razem musiał uznać wyższość 1. FC Magdeburg.
W 1976 roku został sprzedany do Neapolu, do drużyny SSC. Grał dwa sezony z Azzurri. Następnie występował w Serie B w UC Sampdoria oraz w sezonie 1979/80 po raz ostatni pojawił się w Serie A w Bologna FC 1909.
Od 1980 do 1985 występował w Rimini FC, Ponte Rondinella Marzocco oraz US Massese 1919, w którym w 1985 zakończył karierę piłkarską.
| Sezon   | Klub                      | Kraj   | Rozgrywki               | Mecze | Bramki |
| ------- | ------------------------- | ------ | ----------------------- | ----- | ------ |
| 1965/66 | ACF Fiorentina            | Włochy | Serie A                 | 4     | 0      |
| 1966/67 | ACF Fiorentina            | Włochy | Serie A                 | 25    | 2      |
| 1967/68 | ACF Fiorentina            | Włochy | Serie A                 | 20    | 2      |
| 1968/69 | ACF Fiorentina            | Włochy | Serie A                 | 18    | 7      |
| 1969/70 | ACF Fiorentina            | Włochy | Serie A                 | 27    | 12     |
| 1970/71 | ACF Fiorentina            | Włochy | Serie A                 | 25    | 5      |
| 1971/72 | ACF Fiorentina            | Włochy | Serie A                 | 20    | 5      |
| 1972/73 | A.C. Milan                | Włochy | Serie A                 | 27    | 12     |
| 1973/74 | A.C. Milan                | Włochy | Serie A                 | 28    | 11     |
| 1974/75 | A.C. Milan                | Włochy | Serie A                 | 26    | 7      |
| 1975/76 | A.C. Milan                | Włochy | Serie A                 | 23    | 7      |
| 1976/77 | SSC Napoli                | Włochy | Serie A                 | 21    | 4      |
| 1977/78 | SSC Napoli                | Włochy | Serie A                 | 13    | 2      |
| 1978/79 | UC Sampdoria              | Włochy | Serie B                 | 30    | 5      |
| 1979/80 | Bologna FC 1909           | Włochy | Serie A                 | 13    | 3      |
| 1980/81 | Rimini FC                 | Włochy | Serie B                 | 13    | 1      |
| 1981/82 | Ponte Rondinella Marzocco | Włochy | Serie C2 Girone C       | 22    | 7      |
| 1982/83 | US Massese 1919           | Włochy | Interregionale Girona E | 22    | 10     |
| 1983/84 | US Massese 1919           | Włochy | Serie C2 Girone A       | 23    | 5      |
| 1984/85 | US Massese 1919           | Włochy | Serie C2 Girone A       | 15    | 4      |

## Kariera reprezentacyjna
Chiarugi zadebiutował w reprezentacji 22 listopada 1969 w wygranym 3:0 meczu eliminacji do Mistrzostw Świata 1970 z NRD.
Kolejne spotkania, które rozegrał w drużynie narodowej to dwa bezbramkowe remisy zanotowane w 1974 z RFN i Bułgarią. Mecz z Bułgarią rozegrany 29 grudnia 1974 był ostatnim dla Chiarugiego w drużynie narodowej, dla której w latach 1969–1974 wystąpił w trzech spotkaniach.
| Mecze i gole w reprezentacji | Mecze i gole w reprezentacji | Mecze i gole w reprezentacji | Mecze i gole w reprezentacji | Mecze i gole w reprezentacji | Mecze i gole w reprezentacji | Mecze i gole w reprezentacji |
| #                            | Data                         | Miasto                       | Przeciwnik                   | Gol                          | Wynik                        | Rozgrywki                    |
| ---------------------------- | ---------------------------- | ---------------------------- | ---------------------------- | ---------------------------- | ---------------------------- | ---------------------------- |
| 1.                           | 22.11.1969                   | Neapol                       | NRD                          |                              | 3:0                          | El. MŚ 1970                  |
| 2.                           | 26.02.1974                   | Rzym                         | RFN                          |                              | 0:0                          | towarzyski                   |
| 3.                           | 29.12.1974                   | Genua                        | Bułgaria                     |                              | 0:0                          | towarzyski                   |

## Kariera trenerska
Po przejściu na emeryturę jako zawodnik w 1986 roku, Chiarugi dołączył do sztabu trenerskiego drużyn młodzieżowych Fiorentiny. W swojej karierze trzykrotnie pełnił funkcję opiekuna Fiorentiny. Pod koniec sezonu 1992/93 Chiarugi (wspólnie z Giancarlo Antognonim) zastąpił Aldo Agroppiego, jednak nie udało się mu uchronić klubu przed spadkiem do Serie B po 54 kolejnych sezonach w najwyższej klasie rozgrywkowej.
W lutym 2001, po zwolnieniu Fatiha Terima, Chiarugi poprowadził zespół w przegranym 1:2 spotkaniu z Bari. Po odejściu Ottavio Bianchiego, Chiarugi został ponownie mianowany trenerem tymczasowym podczas dramatycznego sezonu 2001/02, który zakończył się spadkiem do Serie B i kolejnymi kłopotami finansowymi, co ostatecznie doprowadziło do bankructwa Fiorentiny.
W dniu 14 listopada 2007 został ogłoszony nowym trenerem drużyny grającej w Serie C2 US Poggibonsi. Został zwolniony we wrześniu 2008 z powodu słabych wyników.

## Sukcesy
ACF Fiorentina
- Mistrzostwo Serie A (1): 1968/69
- Puchar Włoch (1): 1965/66

AC Milan
- Puchar Zdobywców Pucharów (1): 1972/73
- Finał Pucharu Zdobywców Pucharów (1): 1973/74
- Król strzelców Pucharu Zdobywców Pucharów (1): 1972/73 (7 bramek)
- Puchar Włoch (1): 1972/73

SSC Napoli
- Finał Pucharu Włoch (1): 1977/78